# У ліжку за мир
«У ліжку за мир» — це ненасильницький протест проти війни, ініційований Йоко Оно та її чоловіком Джоном Ленноном протягом двох тижнів в Амстердамі та Монреалі як експериментальна акція нових способів сприяння миру. Під час війни у В'єтнамі в 1969 році художниця Оно і Леннон провели одну акцію протесту в готелі Гілтон в Амстердамі і одну — в готелі Queen Elizabeth Hotel в Монреалі. Ідея походить від «сидячого протесту», коли група протестувальників залишається сидіти перед будівлею або всередині неї доти, доки їх не виселять, не заарештують або не виконають їхні вимоги.
Публічний процес був відзнятий, а згодом перетворився на документальний фільм Bed Peace, який Йоко Оно виклала у вільний доступ на YouTube у серпні 2011 року, як частину свого вебсайту «Imagine Peace». З того часу відбулися й інші «ліжкові страйки» — останній у 2018 році, коли до Оно приєдналися колишній учасник гурту The Beatles Рінго Старр, актор Джефф Бріджес і тодішній мер Нью-Йорка Білл де Блазіо, щоб взяти участь у ліжковому страйку в мерії Нью-Йорка.